# Магнус Норман
Лейф Магнус Норман ((швед. Leif Magnus Norman) нар. 30 травня 1976 року в Філіпстаді, Швеція) — шведський тенісист і тренер.
- Фіналіст Відкритого чемпіонату Франції 2000 року.
- Екс-2-га ракетка світу в одиночному рейтингу.
- Володар 12 титулів ATP в одиночному розряді.

## Загальна інформація
Магнус виріс у спортивній сім'ї: батько Лейф — грав в клубі другого дивізіону шведського чемпіонату по хокею з м'ячем, мати Лєена — виступала за збірну Швеції з плавання, молодший брат Маркус, як і батько грає в хокей з м'ячем.
Любить рибалку і читання шведської історичної літератури. Спортивний кумир — шведський хокеїст Петер Форсберг.

## Спортивна кар'єра

### Ігрова кар'єра
Магнус Норман почав грати в теніс у вісім років, коли бабуся подарувала йому на день народження тенісну ракетку. Професійну кар'єру розпочав у 1995 році. 1996 року дебютував на турнірах Великого шолома, Відкритому чемпіонаті Австралії, де вибув у першому ж раунді. 1997 року на Відкритому чемпіонаті Франції зумів дійти до чвертьфіналу. Першу перемогу на турнірі ATP здобув 1997 ку в шведському Бостаді. Наступного року йому вдалося виграти турнір в Амстердамі. 1998 року в складі збірної Швеції переміг у розіграші Кубка Девіса.
Пік кар'єри Магнуса припав на сезони 1999 і 2000 років. 1999 року йому вдалося здобути перемоги відразу на п'яти турнірах ATP: Орландо, Штутгарт, Умаг, Лонг-Айленд і Шанхай. Того року Норман не програв жодного фіналу, до якого потрапляв. На початку 2000 року Магнусу вдалося вибороти титул в Окленді. Потім на Відкритому чемпіонаті Австралії йому вдалося вийти в півфінал, де він в трьох сетах поступився росіянину Євгенові Кафельникову. У травні Магнус Норман виграв перший в кар'єрі турнір серії Мастерс в Римі, перегравши у фіналі Густаво Куертена з рахунком 6-3, 4-6, 6-4, 6-4. Менш як через місяць вони зустрілися ще в одному фіналі на Відкритому чемпіонаті Франції. Цього разу перемогу здобув Густаво Куертен з рахунком 2-6, 3-6, 6-2, 6-7 (6). Ця перемога стала для Густаво вже другою у Франції, а для Нормана єдиним в кар'єрі фіналом на турнірах серії Великого шолома. Завдяки цим успіхам Магнус 12 червня 2000 року підійнявся на другу сходинку в рейтингу тенісистів-професіоналів. У тому сезоні йому вдалося перемогти на турнірі в Бостаді і захистити два чемпіонські титули, здобутих минулого року в Лонг-Айленді та Шанхаї. А ще у складі шведської збірної він взяв участь в Олімпіаді в Сіднеї, де дійшов до третього раунду. За підсумками року він фінішував на четвертому місці.
Після 2000 року Магнусу більше не вдалося здобути перемог на турнірах ATP. Тричі йому вдалося дійти до фіналу: 2001 року в Сіднеї і Скоттсдейлі, а 2002-го — в Токіо. 2004 року він остаточно завершив свою спортивну кар'єру.

### Тренерська і організаційна діяльність
Після закінчення спортивної кар'єри Магнус Норман не пішов з тенісу: у Швеції у нього існує власна академія. В різний час він також успішно співпрацював з Робіном Содерлангом і Станісласом Вавринкою.

## Основні фінали

### Фінали турнірів Великого шолома

#### Одиночний розряд: 1 (1 поразка)
| Результат | Рік  | Турнір                               | Покриття | Суперник        | Рахунок                 |
| --------- | ---- | ------------------------------------ | -------- | --------------- | ----------------------- |
| Поразка   | 2000 | Відкритий чемпіонат Франції з тенісу | грунт    | Густаво Куертен | 2–6, 3–6, 6–2, 6–7(6–8) |

### Фінали турнірів серії Мастерс

#### Одиночний розряд: 1 (1 перемога)
| Результат | Рік  | Турнір      | Покриття | Суперник        | Рахунок            |
| --------- | ---- | ----------- | -------- | --------------- | ------------------ |
| Перемога  | 2000 | Мастерс Рим | грунт    | Густаво Куертен | 6–3, 4–6, 6–4, 6–4 |

## Фінали за кар'єру

### Одиночний розряд: 18 (12–6)
| Легенда                         |
| ------------------------------- |
| Турніри Великого шолома (0–1)   |
| Tennis Masters Cup (0–0)        |
| Серія Мастерс ATP (1–0)         |
| Серія ATP Інтернешнл голд (1–1) |
| Серія ATP Інтернешнл (10–3)     |

| Титули за покриттям |
| ------------------- |
| Тверде (5–3)        |
| Трава (0–0)         |
| грунт (7–2)         |
| Килим (0–1)         |

| Результат | В-П  | Дата     | Турнір                                          | Покриття  | Суперник           | Рахунок                           |
| --------- | ---- | -------- | ----------------------------------------------- | --------- | ------------------ | --------------------------------- |
| Перемога  | 1–0  | Лип 1997 | Swedish Open, Швеція                            | грунт     | Хуан Антоніо Марін | 7–5, 6–2                          |
| Поразка   | 1–1  | Жов 1997 | Острава, Чехія                                  | Килим (i) | Кароль Кучера      | 2–6 ret.                          |
| Поразка   | 1–2  | Лип 1998 | Відкритий чемпіонат Хорватії з тенісу, Хорватія | грунт     | Богдан Уліграх     | 3–6, 6–7(0–7)                     |
| Перемога  | 2–2  | Сер 1998 | Амстердам, Нідерланди                           | грунт     | Річард Фромберг    | 6–3, 6–3, 2–6, 6–4                |
| Перемога  | 3–2  | Кві 1999 | Орландо, США                                    | грунт     | Гільєрмо Каньяс    | 6–0, 6–3                          |
| Перемога  | 4–2  | Лип 1999 | Штутгарт, Німеччина                             | грунт     | Томмі Гаас         | 6–7(6–8), 4–6, 7–6(9–7), 6–0, 6–3 |
| Перемога  | 5–2  | Сер 1999 | Відкритий чемпіонат Хорватії з тенісу, Хорватія | грунт     | Джефф Таранго      | 6–2, 6–4                          |
| Перемога  | 6–2  | Сер 1999 | Connecticut Open, США                           | Тверде    | Алекс Корретха     | 7–6(7–4), 4–6, 6–3                |
| Перемога  | 7–2  | Жов 1999 | Шанхай, КНР                                     | Тверде    | Марсело Ріос       | 2–6, 6–3, 7–5                     |
| Перемога  | 8–2  | Січ 2000 | Окленд, Нова Зеландія                           | Тверде    | Майкл Чанг         | 3–6, 6–3, 7–5                     |
| Перемога  | 9–2  | Тра 2000 | Рим, Італія                                     | грунт     | Густаво Куертен    | 6–3, 4–6, 6–4, 6–4                |
| Поразка   | 9–3  | Чер 2000 | Відкритий чемпіонат Франції, Париж, Франція     | грунт     | Густаво Куертен    | 2–6, 3–6, 6–2, 6–7(6–8)           |
| Перемога  | 10–3 | Лип 2000 | Бостад, Швеція                                  | грунт     | Андреас Вінчігерра | 6–1, 7–6(8–6)                     |
| Перемога  | 11–3 | Сер 2000 | Лонг-Айленд, США                                | Тверде    | Томас Енквіст      | 6–3, 5–7, 7–5                     |
| Перемога  | 12–3 | Жов 2000 | Шанхай, КНР                                     | Тверде    | Шенг Схалкен       | 6–4, 4–6, 6–3                     |
| Поразка   | 12–4 | Січ 2001 | Сідней, Австралія                               | Тверде    | Ллейтон Г'юїтт     | 4–6, 1–6                          |
| Поразка   | 12–5 | Бер 2001 | Скоттсдейл, США                                 | Тверде    | Франсіско Клавет   | 4–6, 2–6                          |
| Поразка   | 12–6 | Жов 2002 | Токіо, Японія                                   | Тверде    | Кеннет Карлсен     | 6–7(6–8), 3–6                     |

### Парний розряд: 1 (1 поразка)
| Результат | В-П | Дата     | Турнір                       | Покриття | Партнер            | Суперник                 | Рахунок  |
| --------- | --- | -------- | ---------------------------- | -------- | ------------------ | ------------------------ | -------- |
| Поразка   | 0–1 | Січ 1997 | Qatar ExxonMobil Open, Катар | Тверде   | Патрік Фредрікссон | Якко Елтінг Паул Гаргейс | 3–6, 2–6 |

## Часовий графік результатів

### Одиночний розряд
| W | Ф | ПФ | ЧФ | #Р | КТ | К# | P# | DNQ | A | Z# | PO | G | S | B | NMS | NTI | P | NH |

|                                        |                   |                   |                   | Професійна кар'єра | Професійна кар'єра | Професійна кар'єра | Професійна кар'єра | Професійна кар'єра | Професійна кар'єра | Професійна кар'єра | Професійна кар'єра | Професійна кар'єра |         |         |
| Турнір                                 | 1992              | 1993              | 1994              | 1995               | 1996               | 1997               | 1998               | 1999               | 2000               | 2001               | 2002               | 2003               | SR      | В-П     |
| -------------------------------------- | ----------------- | ----------------- | ----------------- | ------------------ | ------------------ | ------------------ | ------------------ | ------------------ | ------------------ | ------------------ | ------------------ | ------------------ | ------- | ------- |
| Турніри Великого шолома                |                   |                   |                   |                    |                    |                    |                    |                    |                    |                    |                    |                    |         |         |
| Відкритий чемпіонат Австралії з тенісу |                   | К2р               | К1р               |                    | 1р                 | 1р                 | 1р                 | 2р                 | ПФ                 | 4р                 |                    |                    | 0 / 6   | 9–6     |
| Відкритий чемпіонат Франції з тенісу   |                   |                   |                   |                    | 2р                 | ЧФ                 | 2р                 | 1р                 | Ф                  | 1р                 | 1р                 | 1р                 | 0 / 8   | 12–8    |
| Вімблдонський турнір                   |                   |                   |                   |                    |                    | 3р                 | 1р                 | 3р                 | 2р                 |                    |                    |                    | 0 / 4   | 5–4     |
| Відкритий чемпіонат США з тенісу       |                   |                   |                   |                    |                    | 2р                 | 2р                 | 4р                 | 4р                 |                    | 1р                 | 1р                 | 0 / 6   | 8–6     |
| В-П                                    | 0–0               | 0–0               | 0–0               | 0–0                | 1–2                | 7–4                | 2–4                | 6–4                | 15–4               | 3–2                | 0–2                | 0–2                | 0 / 24  | 34–24   |
| Чемпіонати закінчення сезону           |                   |                   |                   |                    |                    |                    |                    |                    |                    |                    |                    |                    |         |         |
| Фінал ATP                              | Не кваліфікувався | Не кваліфікувався | Не кваліфікувався | Не кваліфікувався  | Не кваліфікувався  | Не кваліфікувався  | Не кваліфікувався  | Не кваліфікувався  | КТ                 | Не кваліфікувався  | Не кваліфікувався  | Не кваліфікувався  | 0 / 1   | 0–3     |
| Серія Мастерс ATP                      |                   |                   |                   |                    |                    |                    |                    |                    |                    |                    |                    |                    |         |         |
| Indian Wells Open                      |                   |                   |                   |                    |                    |                    | 2р                 |                    | ЧФ                 | 1р                 |                    | К2р                | 0 / 3   | 4–3     |
| Відкритий чемпіонат Маямі з тенісу     |                   |                   |                   |                    |                    |                    | 1р                 | 2р                 | 3р                 | 3р                 |                    | К2р                | 0 / 4   | 3–4     |
| Мастерс Монте-Карло                    |                   |                   |                   |                    |                    |                    | 2р                 |                    | 2р                 | 2р                 | 1р                 | 3р                 | 0 / 5   | 5–5     |
| Мастерс Рим                            |                   |                   |                   |                    | К2р                |                    | 2р                 |                    | П                  | 1р                 | 1р                 | 1р                 | 1 / 5   | 7–4     |
| Hamburg Masters                        |                   |                   |                   |                    |                    |                    | 1р                 |                    | ЧФ                 | 2р                 |                    |                    | 0 / 3   | 4–3     |
| Мастерс Канада                         |                   |                   |                   |                    |                    |                    |                    |                    | 1р                 | 2р                 | 1р                 |                    | 0 / 3   | 1–3     |
| Мастерс Цинциннаті                     |                   |                   |                   |                    |                    |                    |                    |                    | 2р                 | 1р                 | 1р                 |                    | 0 / 3   | 1–3     |
| Мастерс Штутгарт1                      | 1р                |                   |                   |                    |                    |                    | 2р                 | 3р                 | 3р                 |                    | 2р                 |                    | 0 / 5   | 3–5     |
| Мастерс Париж                          |                   |                   |                   |                    |                    | 2р                 | 2р                 | 1р                 | 2р                 |                    |                    |                    | 0 / 4   | 2–4     |
| В-П                                    | 0–1               | 0–0               | 0–0               | 0–0                | 0–0                | 1–1                | 5–7                | 2–3                | 15–8               | 4–7                | 1–5                | 2–2                | 1 / 35  | 30–34   |
| Загальна статистика                    |                   |                   |                   |                    |                    |                    |                    |                    |                    |                    |                    |                    |         |         |
| Фінали                                 | 0                 | 0                 | 0                 | 0                  | 0                  | 2                  | 2                  | 5                  | 6                  | 2                  | 1                  | 0                  | 18      | 18      |
| Титули                                 | 0                 | 0                 | 0                 | 0                  | 0                  | 1                  | 1                  | 5                  | 5                  | 0                  | 0                  | 0                  | 12      | 12      |
| Тверде В-П                             | 0–0               | 0–0               | 0–0               | 0–0                | 6–6                | 10–11              | 6–13               | 23–11              | 39–15              | 19–12              | 7–10               | 5–7                | 115–85  | 115–85  |
| грунт В-П                              | 0–0               | 0–0               | 0–0               | 3–2                | 7–4                | 19–6               | 17–13              | 19–7               | 27–8               | 5–9                | 5–9                | 5–12               | 107–70  | 107–70  |
| Трава В-П                              | 0–0               | 0–0               | 0–0               | 0–0                | 0–0                | 2–2                | 2–2                | 2–3                | 1–1                | 0–0                | 0–0                | 0–0                | 7–8     | 7–8     |
| Килим В-П                              | 0–1               | 0–0               | 0–0               | 0–0                | 0–0                | 11–7               | 3–3                | 0–1                | 0–1                | 1–1                | 0–0                | 0–0                | 15–14   | 15–14   |
| Разом виграшів–поразок                 | 0–1               | 0–0               | 0–0               | 3–2                | 13–10              | 42–26              | 28–31              | 44–22              | 67–25              | 25–22              | 12–19              | 10–19              | 244–177 | 244–177 |
| Перемога %                             | 0 %               | –                 | –                 | 60 %               | 57 %               | 62 %               | 47 %               | 67 %               | 73 %               | 53 %               | 40 %               | 34 %               | 57.96 % | 57.96 % |
| Рейтинг на кінець року                 | 690               | 588               | 1003              | 170                | 86                 | 22                 | 52                 | 15                 | 4                  | 49                 | 107                | 125                |         |         |

1До 1994 року проводили в Стокгольмі, у 1995—2001 роках -як Stuttgart Masters, у 2002—2008 роках — як Мастерс Мадрид.

## Виступи на командних турнірах

#### Перемога (1)
| №  | Рік  | Турнір       | Команда                                              | Суперник у фіналі                                    | Рахунок |
| 1. | 1998 | Кубок Девіса | Швеція Й Бйоркман, М. М Густафссон Н Культі М Норман | Італія А. А Гауденці Д Наргісо Дж Поцці Д Сангінетті | 4-1     |

## Перемоги на гравцями першої 10-ки
| Сезон    | 1992 | 1993 | 1994 | 1995 | 1996 | 1997 | 1998 | 1999 | 2000 | 2001 | 2002 | 2003 | Всього |
| Перемоги | 0    | 0    | 0    | 0    | 0    | 3    | 1    | 4    | 3    | 0    | 1    | 0    | 12     |

| #    | Гравець             | Рейтинг | Турнір                                                      | Покриття   | Р-д  | Рахунок                        | РН   |
| 1997 | 1997                | 1997    | 1997                                                        | 1997       | 1997 | 1997                           | 1997 |
| ---- | ------------------- | ------- | ----------------------------------------------------------- | ---------- | ---- | ------------------------------ | ---- |
| 1.   | Піт Сампрас         | 1       | Відкритий чемпіонат Франції з тенісу, Париж, Франція        | грунт      | 3р   | 6–2, 6–4, 2–6, 6–4             | 65   |
| 2.   | Горан Іванишевич    | 3       | Вімблдонський турнір, Лондон, Велика Британія               | Трава      | 2р   | 6–3, 2–6, 7–6(7–4), 4–6, 14–12 | 38   |
| 3.   | Серхі Бругера       | 8       | Острава, Чехія                                              | Килим (i)  | ЧФ   | 6–4, 6–7(4–7), 7–5             | 27   |
| 1998 |                     |         |                                                             |            |      |                                |      |
| 4.   | Алекс Корретха      | 9       | Індіан-Веллс, США                                           | Тверде     | 1р   | 7–5, 6–3                       | 23   |
| 1999 |                     |         |                                                             |            |      |                                |      |
| 5.   | Густаво Куертен     | 5       | Штутгарт, Німеччина                                         | грунт      | 2р   | 5–2, ret.                      | 49   |
| 6.   | Євген Кафельников   | 3       | Connecticut Open, США                                       | Тверде     | ЧФ   | 3–6, 6–3, 6–1                  | 34   |
| 7.   | Марсело Ріос        | 7       | Шанхай, КНР                                                 | Тверде     | Ф    | 2–6, 6–3, 7–5                  | 23   |
| 8.   | Ніколас Лапентті    | 8       | Стокгольм, Швеція                                           | Тверде (i) | ЧФ   | 6–1, 6–4                       | 19   |
| 2000 |                     |         |                                                             |            |      |                                |      |
| 9.   | Ніколас Кіфер       | 4       | Відкритий чемпіонат Австралії з тенісу, Мельбурн, Австралія | Тверде     | ЧФ   | 3–6, 6–3, 6–1, 7–6(7–4)        | 11   |
| 10.  | Густаво Куертен     | 6       | Рим, Італія                                                 | грунт      | Ф    | 6–3, 4–6, 6–4, 6–4             | 4    |
| 11.  | Томас Енквіст       | 7       | Connecticut Open, США                                       | Тверде     | Ф    | 6–3, 5–7, 7–5                  | 3    |
| 2002 |                     |         |                                                             |            |      |                                |      |
| 12.  | Хуан Карлос Ферреро | 6       | Токіо, Японія                                               | Тверде     | 2р   | 6–3, 6–3                       | 212  |